# Charles Didelot
Charles-Louis Didelot (Stoccolma, 27 marzo 1767 – Kiev, 7 novembre 1837) è stato un ballerino e coreografo francese.

## Biografia

### Studi
Figlio del maestro di danze del Re di Svezia, studiò con il padre e poi, su consiglio di re Gustavo III, si trasferì a Parigi per proseguire seriamente gli studi di danza. In effetti, Didelot dirà in seguito che Parigi fu la sua Università della Danza. Studiò con  Jean Dauberval e poi con Gaetano Vestris, padre del «dio della danza» Auguste Vestris. Proprio Auguste chiese al giovane Didelot di accompagnarlo come suo sostituto in una tournée a  Londra.
Mentre era a Londra, il direttore dei Teatri Imperiali gli offrì di lavorare come ballerino a San Pietroburgo. Didelot accettò e si trasferì in Russia con la moglie Rose (una ballerina di talento e sua partner inseparabile) e il figlio Carl.
Arrivò a San Pietroburgo nel 1801 e fece il suo debutto come primo ballerino. Non era dotato di grande elevazione ma aveva un modo leggero di danzare fatto di rapide pirouette, di passi terre-à-terre e di pose graziose. Divenne anche specialista nelle parti di demi-caractére.
La sua carriera di ballerino però non durò a lungo: ebbe fine nel 1806 a seguito di un incidente alla gamba e alla morte della moglie Rose.
Da quel momento, Didelot diventò maître de ballet, ricoprendo un ruolo molto importante nello sviluppo del balletto, soprattutto in Russia.
Didelot fu un insegnante e coreografo molto importante in Russia e contribuì alla formazione e alla crescita dei ballerini che renderanno famosa la tecnica della scuola russa. Egli risistemò tutto il sistema del balletto. La prima ballerina russa alla quale fece da maestro fu Avdot'ja Il'inična Istomina (1799-1848) molto osannata in patria ma che non uscì mai dal confine della Russia.
Didelot compose in totale una ventina di balletti per il teatro di San Pietroburgo, tra i quali Il Prigioniero del Caucaso, su testo di Puskin. Cercò, durante la sua carriera di coreografo, di perfezionare la tecnica aerea del balletto anche con lo studio di appositi macchinari ed effetti scenici, tra cui il famoso suo style volant, l'elevazione dei ballerini per mezzo di sottili fili d'acciaio. Per questo è considerato il precursore del balletto romantico.

## Maggiori coreografie
- 1796 Flore et Zéphire (il suo capolavoro coreografico, con musiche di Cesare Bossi)
- 1811 Cupid et Psyche  (musica di Catterino Cavos)
- 1819 Hensi et Tao
- ? Cora et Alonso
- 1821 Alceste
- 1823 Le Prisonnier du Caucase (musica di Catterino Cavos)
- 1825 Phaedra et Hippolytus